# Halysidota elota
Halysidota elota är en fjärilsart som beskrevs av Heinrich Benno Möschler 1886. Halysidota elota ingår i släktet Halysidota och familjen björnspinnare. Inga underarter finns listade i Catalogue of Life.